# El Fumat
El Fumat és una petita muntanya que està situada a la Serra de Tramuntana de Mallorca on es practica el senderisme, l'escalada, etc. És perfecte per fer una ruta turística i explorar tots els racons de l'illa que són verdaderament molt bonics.